# Fleutiauxellus maritimus
Fleutiauxellus maritimus är en skalbaggsart som först beskrevs av Curtis 1840.  Fleutiauxellus maritimus ingår i släktet Fleutiauxellus, och familjen knäppare. Enligt den finländska rödlistan är arten nära hotad i Finland. Arten är reproducerande i Sverige. Artens livsmiljö är sandstränder vid sötvatten.